# Sofja Dmitrijewna Tichonowa
Sofja Dmitrijewna Tichonowa (russisch Софья Дмитриевна Тихонова, englisch Sofia Tikhonova; * 16. November 1998 in Sankt Petersburg) ist eine russische Skispringerin. Sie wurde bei den Junioren-Weltmeisterschaften 2015 in Almaty Junioren-Weltmeisterin im Einzel.

## Werdegang
Tichonowa, die im Laufe ihrer Karriere für verschiedene Vereine und Sportschulen in Sankt Petersburg startete, sprang als Elfjährige bei den russischen Sommer-Meisterschaften 2010 auf der Moskauer Mittelschanze auf den dritten Rang und gewann somit ihre erste nationale Medaille. Ihr internationales Debüt gab sie am 7. Dezember 2010 im finnischen Rovaniemi im Continental Cup. Im Alter von nur zwölf Jahren belegte sie den 38. Platz bei 39 Starterinnen. Nach weiteren COC-Springen, bei denen sie auch Punkte sammeln konnte, nahm Tichonowa als jüngste Starterin an der Junioren-WM in Otepää teil und landete auf Rang 43. Ein Jahr später erreichte sie bei der Junioren-WM in Erzurum im Einzel Platz 41. Gemeinsam mit dem Team wurde sie Neunte. Im Jahr 2013 sprang sie auf den 15. Rang im Einzel und erreichte im Teamwettkampf den sechsten Platz.
Neben den Juniorenweltmeisterschaften konnte sie im Continental Cup weiter Punkte sammeln. In der Saison 2012/13 gewann sie die Gesamtwertung des FIS-Cups. Außerdem belegte Tichonowa Platz sechs in der Endwertung des Continental Cups.
Am 13. September 2013 startete sie in Nischni Tagil erstmals beim Skisprung-Grand-Prix. Mit 23 Punkten erreichte sie Platz 38 in der Endwertung 2013.
Am 7. Dezember 2013 nahm Tichonowa in Lillehammer zum ersten Mal an einem Weltcup-Springen teil. Im russischen Tschaikowski erreichte sie Anfang Januar 2014 erstmals mit den Plätzen 22 und 30 die Punkteränge. Bei den Nordischen Junioren-Skiweltmeisterschaften 2014 in Predazzo belegte sie den 21. Platz im Einzel und den sechsten Platz mit der russischen Mannschaft.
Am 5. Dezember 2014 erreichte sie als Vierte in Lillehammer ihre erste Top-Ten-Platzierung in einem Weltcup-Springen. Beim Europäischen Olympischen Winter-Jugendfestival 2015 in Tschagguns gewann sie Gold im Einzelspringen sowie gemeinsam mit  Marija Jakowlewa, Maxim Sergejew und Kirill Kotik Silber im Mixed-Team. Im Februar 2015 wurde sie bei den Junioren-Skiweltmeisterschaften im kasachischen Almaty Weltmeisterin im Einzel und gewann mit der russischen Mannschaft die Silbermedaille. Bei den Nordischen Skiweltmeisterschaften im selben Monat in Falun belegte sie den 20. Rang im Einzel und den sechsten Rang mit dem russischen Mixed-Team. Zum Saisonabschluss im März gewann sie ihren ersten russischen Meistertitel in Tschaikowski.
Im Februar 2016 nahm sie Tichonowa an den Olympischen Jugend-Winterspielen in Lillehammer teil. Im Einzelwettbewerb gewann sie die Silbermedaille als Zweite hinter Ema Klinec und mit der russischen Mannschaft verpasste sie im Mixed-Teamwettbewerb als Vierte eine Medaille. Bei den Junioren-Skiweltmeisterschaften in Râșnov im selben Monat holte sie die Bronzemedaille im Einzel und wurde Achte im Mixed-Teamwettbewerb.
Bei den Junioren-Skiweltmeisterschaften 2017 in Park City, Utah belegte sie den neunten Rang im Einzel und mit der russischen Equipe den siebten Platz im Mannschaftswettbewerb und den neunten Platz im Mixed-Teamwettbewerb. Drei Wochen später belegte sie bei den Nordischen Skiweltmeisterschaften in Lahti den 26. Platz im Einzel.
In der Saison 2017/18 belegte sie mit der russischen Mannschaft bei den ersten beiden Mannschaftsspringen im Weltcup der Frauen die Plätze zwei in Hinterzarten und drei in Zaō. Bei den Junioren-Skiweltmeisterschaften 2018 im schweizerischen Kandersteg gewann sie mit der russischen Mannschaft, nach 2015, erneut die Silbermedaille, verpasste im Einzel als Neunte jedoch klar den Sprung in die Medaillenränge. Bei den Olympischen Winterspielen 2018 in Pyeongchang ging sie als Olympischer Athlet aus Russland an den Start und belegte im Einzelwettbewerb auf der Normalschanze den 25. Rang. Bei den Weltmeisterschaften 2019 in Seefeld in Tirol wurde die 20. im Einzel und belegte mit der russischen Frauen-Mannschaft den fünften und mit dem Mixed-Team den siebten Platz. Die Weltcup-Saison 2018/19 schloss Tichonowa auf dem fünfzehnten Rang ab.
In der Weltcup-Saison 2020/21 gehörte Tichonowa weiterhin konstant zum russischen Weltcup-Team und nahm an allen Wettbewerben teil. An ihre Leistungen aus den Vorsaisons konnte sie nicht anknüpfen, sodass sie zwar nur zweimal die Punkteränge verpasste, jedoch ihr bestes Resultat mit dem 15. Platz in Hinzenbach erzielte. Bei den Weltmeisterschaften 2021 in Oberstdorf sprang sie auf Rang 24 im Einzel von der Normalschanze, ehe sie gemeinsam mit Kristina Prokopjewa, Irma Machinja und Irina Awwakumowa Sechste im Team wurde. Darüber hinaus nahm sie an der historisch ersten Medaillenentscheidung der Frauen von der Großschanze teil und belegte dabei den 23. Platz. Beim Mixed-Teamspringen wurde sie nicht eingesetzt. Die Saison schloss sie mit Gewinn der Silbermedaille von der Normalschanze sowie des Meistertitels im Team bei den russischen Meisterschaften 2021 in Tschaikowski ab. In der Weltcupgesamtwertung erreichte sie den 24. Platz.
Bei den Olympischen Winterspielen 2022 in Peking wurde sie im Einzelwettbewerb von der Normalschanze 26.

## Statistik

### Weltcup-Platzierungen
| Saison  | Platz | Punkte |
| ------- | ----- | ------ |
| 2013/14 | 42.   | 044    |
| 2014/15 | 19.   | 154    |
| 2015/16 | 25.   | 141    |
| 2016/17 | 27.   | 121    |
| 2017/18 | 23.   | 123    |
| 2018/19 | 15.   | 399    |
| 2019/20 | 16.   | 242    |
| 2020/21 | 24.   | 092    |

### Grand-Prix-Platzierungen
| Saison | Platz | Punkte |
| ------ | ----- | ------ |
| 2013   | 38.   | 023    |
| 2014   | 08.   | 071    |
| 2015   | 10.   | 140    |
| 2016   | 16.   | 049    |
| 2017   | 41.   | 010    |
| 2018   | 14.   | 096    |
| 2019   | 20.   | 033    |
| 2021   | 14.   | 124    |

### Continental-Cup-Platzierungen
| Saison  | Platz | Punkte |
| ------- | ----- | ------ |
| 2010/11 | 59.   | 020    |
| 2011/12 | 40.   | 029    |
| 2012/13 | 06.   | 142    |